# Karolina Piśla
Karolina Piśla (* 5. August 1996) ist eine polnische Volleyballspielerin.

## Karriere
Piśla spielte in der polnischen Liga in der Saison 2014/15 für BKS Aluprof Bielsko-Biała und im folgenden Jahr bei Impel Wrocław. Danach wechselte sie zu PTPS Piła. 2017 wurde die Außenangreiferin vom deutschen Bundesligisten Ladies in Black Aachen verpflichtet. Mit Aachen kam sie ins Playoff-Halbfinale. Danach verließ sie den Verein mit unbekanntem Ziel.